# Церковь Николая Чудотворца (Бужаниново)
Церковь Святителя Николая Чудотворца (Никольский храм) — православный храм в селе Бужаниново Сергиево-Посадского городского округа Московской области. Относится к Сергиево-Посадской епархии Русской православной церкви.

## История храма
В 1543 году упомянута церковь «Никола Чудотворец да предел Иван Святый, списатель листовицы». В 1734 году в Бужанинове вместо обветшавшей выстроили новую деревянную церковь. Её освятил во имя Святителя Николая Чудотворца архимандрит Варлаам, настоятель Троице-Сергиевой лавры. В 1830 году освятили каменную церковь, построенную на средства прихожан. В церкви два престола: центральный — во имя Св. Николая Чудотворца и боковой — в честь Богоявления Господня. В 1940 году церковь закрыли, колокольню разрушили. В здании размещались склады местного совхоза. В октябре 1990 года разрушенное церковное здание передали общине верующих села Бужаниново и прилегающих деревень. В 1998 году совершилось великое освящение главного престола. 19 декабря 2000 года к престольному празднику храму была подарена частица мощей Николая Чудотворца.
Храм полностью восстановлен, рядом построен дом причта, в котором также действует воскресная школа.
Настоятель — иерей Аркадий (Жуков).

## Архитектура
Церковь является историческим памятником, выполнена в стиле ампир.